# Charlène Anadi
Charlène Anadi Prée, née le 30 avril 2004, est une escrimeuse togolaise.

## Carrière
Charlène Anadi est médaillée de bronze en fleuret par équipes et en sabre par équipes aux Jeux africains de 2019,.